# Singles (альбом Nirvana)
Singles — збірник синглів американського грандж-гурту Nirvana, випущений в Європі 1995 року вже після смерті фронтмена гурту Курта Кобейна. Збірник включає шість Компакт-дисків: чотири з альбому Nevermind («Smells Like Teen Spirit», «Come as You Are», «In Bloom» та «Lithium») і два з альбому In Utero («Heart-Shaped Box» і «All Apologies»).

## Список композицій
Всі пісні написані Куртом Кобейном, якщо не вказано інше.
«Smells Like Teen Spirit»
1. «Smells Like Teen Spirit» (написана Кобейном, Ґролом та Новоселічем)  -4:39
2. «Even in His Youth» (Кобейн/Ґрол/Новоселиіч)  -3:06
3. «Aneurysm» (Кобейн/Ґрол/Новоселіч)  -4:46

«Come as You Are»
1. «Come as You Are»
2. «Endless, Nameless»
3. «School» [live-версія, записана в Paramount Theatre 31 жовтня 1991 року]
4. «Drain You» [live-версія, записана в Paramount Theatre 31 жовтня 1991 року]

«In Bloom»
1. «In Bloom»
2. «Sliver» [live-версія, записана в O'Brien Pavilion 28 грудня 1991 року]
3. «Polly» [live-версія, записана в O'Brien Pavilion 28 грудня 1991 року]

«Lithium»
1. «Lithium»
2. «Been a Son» [live-версія, записана в Paramount Theatre 31 жовтня 1991 року]
3. «Curmudgeon»

«Heart-Shaped Box»
1. «Heart-Shaped Box»
2. «Milk It»
3. «Marigold» (написана Гролом)

«All Apologies/Rape Me»
1. «All Apologies»
2. «Rape Me»
3. «Moist Vagina»

## Позиції в чартах
| Рік  | Чарт                 | Позиція |
| ---- | -------------------- | ------- |
| 1995 | French Singles Chart | 17      |
| 1995 | UK Albums Chart      | 101     |